# St.-Marien-Kirche (Rabenkirchen)

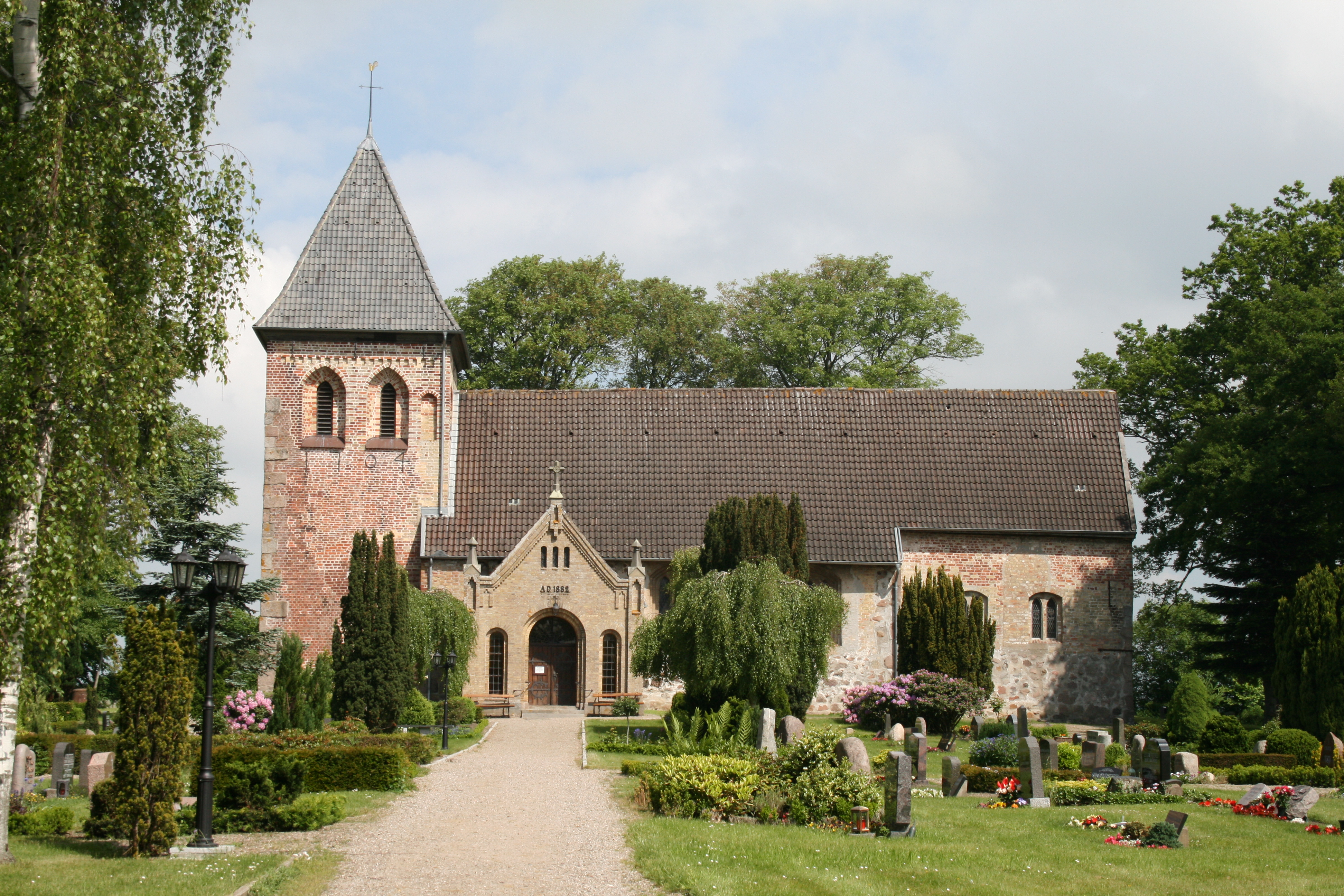
Marienkirche Rabenkirchen von Süden

Die St.-Marien-Kirche ist ein Kirchengebäude der evangelisch-lutherischen Kirchengemeinde Arnis-Rabenkirchen in Rabenkirchen-Faulück im Kreis Schleswig-Flensburg in Schleswig-Holstein.

## Entstehungslegende
Zwei Mönche, beauftragt, einen geeigneten Ort für eine Kirche zu finden, baten die Gottesmutter Maria um ein Zeichen, woraufhin diese zwei Raben entsandte, die sich auf dem Hügel abseits der Ortschaft niederließen und so den Bauplatz für die Kirche bestimmten.

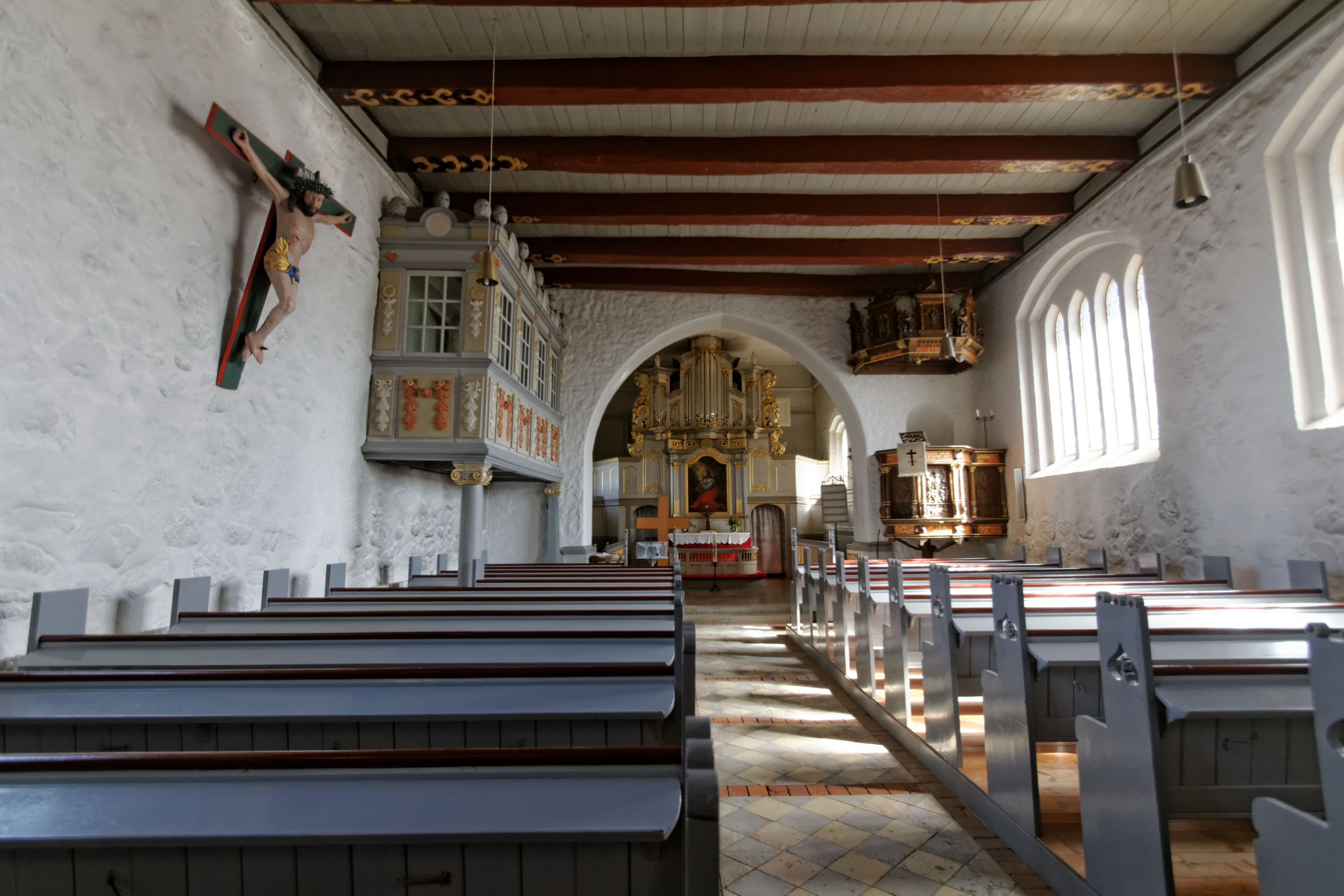
Innenraum

## Baugeschichte
Die Grundgestalt der der Jungfrau Maria geweihten Kirche stammt aus dem 12. Jahrhundert. Anfangs bestand die romanische Feldsteinkirche aus einer einschiffigen, flachgedeckten Halle und einem Kastenchor. Die heutige Bedeckung enthält teilweise noch Bretter aus dem 13. Jahrhundert.
Der ursprüngliche Chor wurde im 15. Jahrhundert durch einen größeren spätgotischen Chor ersetzt. Die Feldsteine des Vorbaus wurden dabei wiederverwendet. Ebenfalls im 15. Jahrhundert wurde der Turm aus farbigem Backstein errichtet, dessen Gewölbe im 17. Jahrhundert ausgemalt wurde. Die Fresken zeigen die Apostel, denen jeweils ein Artikel des Glaubensbekenntnisses zugeordnet ist. Der Turm selbst wurde 1706 neu verkleidet.

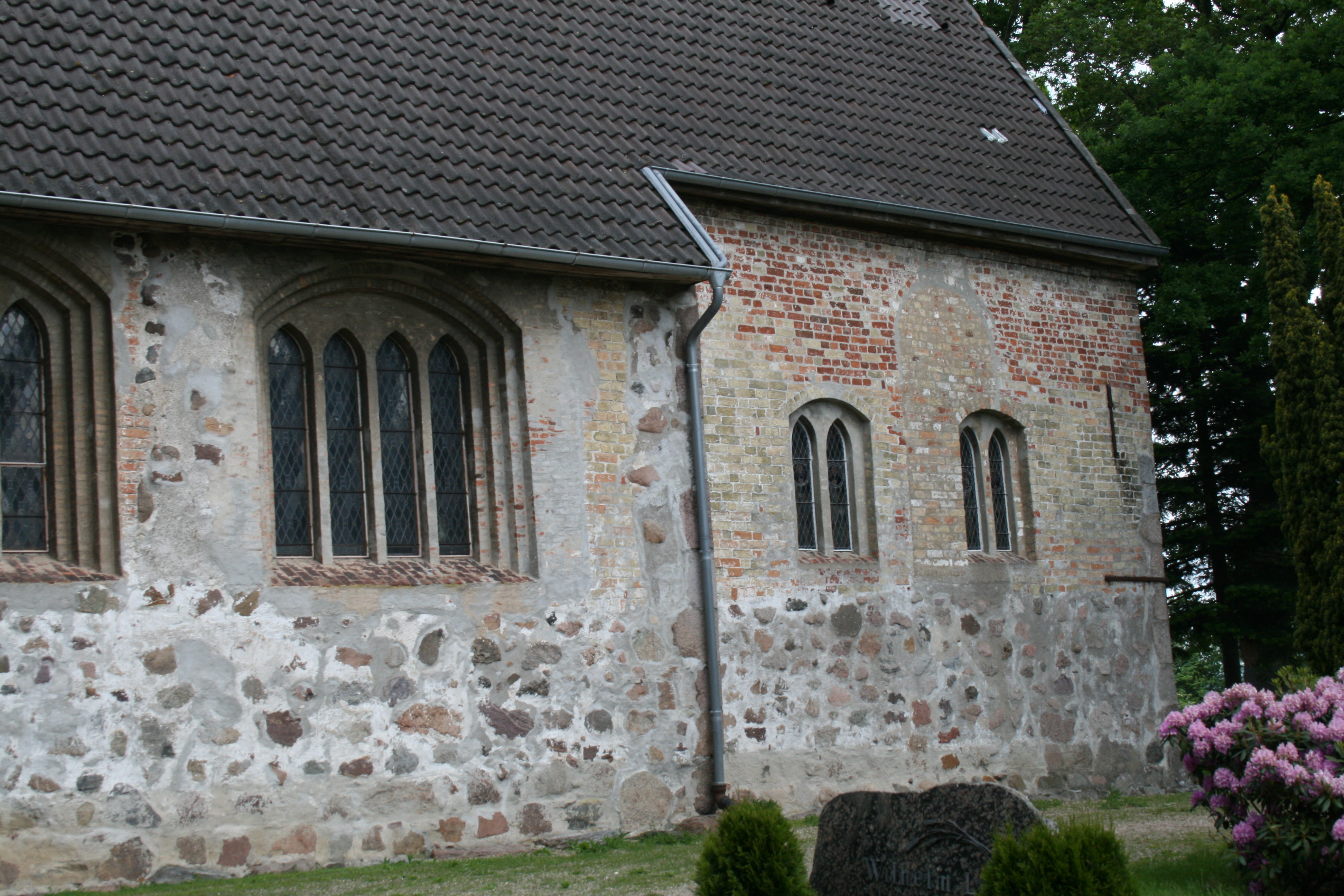
Südliche Außenwand des Chors der Marienkirche Rabenkirchen. Deutlich sichtbar sind die verschiedenen Bauphasen.

Um 1790 wurde die Kirche grundlegend umgestaltet, wobei man den Chorbogen abbrach und eine einheitliche Saalkirche schuf. Die 1697 gebaute Orgel wurde an die Ostseite der Kirche versetzt und mit dem Spätrokokoaufbau des Altars zu einer Einheit verschmolzen. Das Triumphkreuz aus dem 15. Jahrhundert, das sich zuvor im Chorbogen befunden hatte, wurde an die Nordwand versetzt, die Beifiguren verkauft.
1882 erhielt die Kirche das südliche Vorhaus, den heutigen Eingang. 1912/13 wurde sie erneut umgebaut. Im Inneren wurde der Chorbogen wiederhergestellt, um den vermuteten Originalzustand zu rekonstruieren. Die Kanzel wurde an den Chorbogen versetzt und erhielt einen neuen Aufgang vom Chor aus. Bei diesem Umbau wurden auch die gotischen Spitzbogenfenster durch breite vierteilige Segmentbogenfenster ersetzt. Im Rahmen dieser Renovierung wurden auch die Malereien im Turmgewölbe wiederentdeckt und ergänzt.

## Ausstattung
Die Kanzel entstand 1637 in der Werkstatt des Husumer Bildschnitzers Berend Cornelissen, der auch die sehr ähnlichen Kanzeln für die Kirchen in Gelting, Kahleby und Bergenhusen schuf. Sie ist eines der wenigen Werkstücke, an dem man die Originalsignatur von Berend Cornelissen ausmachen kann. Reliefs in den fünf durch Säulen voneinander getrennten Feldern zeigen Szenen aus dem Leben Jesu, darunter sind die Evangelisten dargestellt. Der Spruch 2 Tim 4,2  an der Brüstung ermahnt den Prediger, das Wort Gottes zu verkünden. 
Der Altar aus dem späten Rokoko wurde 1791 mit dem barocken Gehäuse der Orgel verbunden. Das Altarbild, Christus im Garten Getsemane, malte 1793 Christian August Lorentzen, später Professor an der Kunstakademie in Kopenhagen.
Das Taufbecken von 1791 ist platzsparend halbkreisförmig, eine nicht unübliche Gestaltung zur Entstehungszeit. Es hat die Form eines halbierten vierzehneckigen Pokals. Die farbige Marmorierung stammt aus dem Jahr 1912. Ob eine ursprüngliche Farbgebung vorhanden war, kann nur vermutet werden. Vor 1791 besaß die Kirche einen Taufstein, von dem aber kaum etwas bekannt ist.
Das Gestühl von 1912 verwendet ältere, spätgotische bis barocke Gestühlswangen. Diese wurden durch die im Zuge der Baumaßnahmen erfolgte Restaurierung 1912 für die Nachwelt erhalten. Aufgrund ihres Erhaltungszustandes sind sie als einer der wenigen Reste erhaltener spätgotischer Gestühlsschnitzerei in den Dorfkirchen dieses Landes sehr bedeutsam.
Die Gutsloge gegenüber der Kanzel ließ der damalige Besitzer von Gut Dollrott, Carl Ludwig Pincier von Königstein, der Sohn von Johann Ludwig von Pincier von Königstein, 1737 errichten.
Im Inneren über der Turmhalle befindet sich ein ausgemaltes Kreuzrippengewölbe über Spitzbögen.

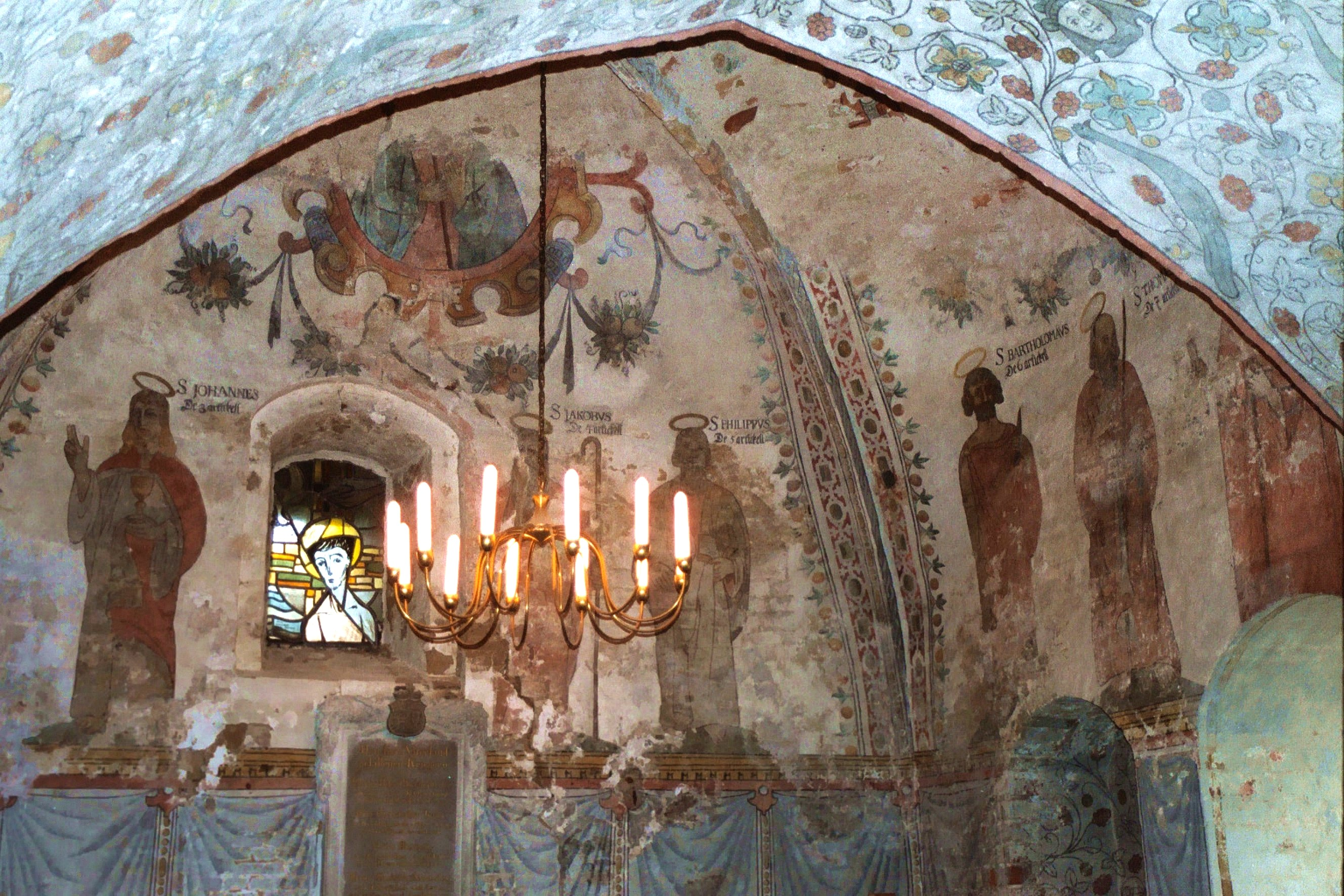
Ausmalung des Turmgewölbes
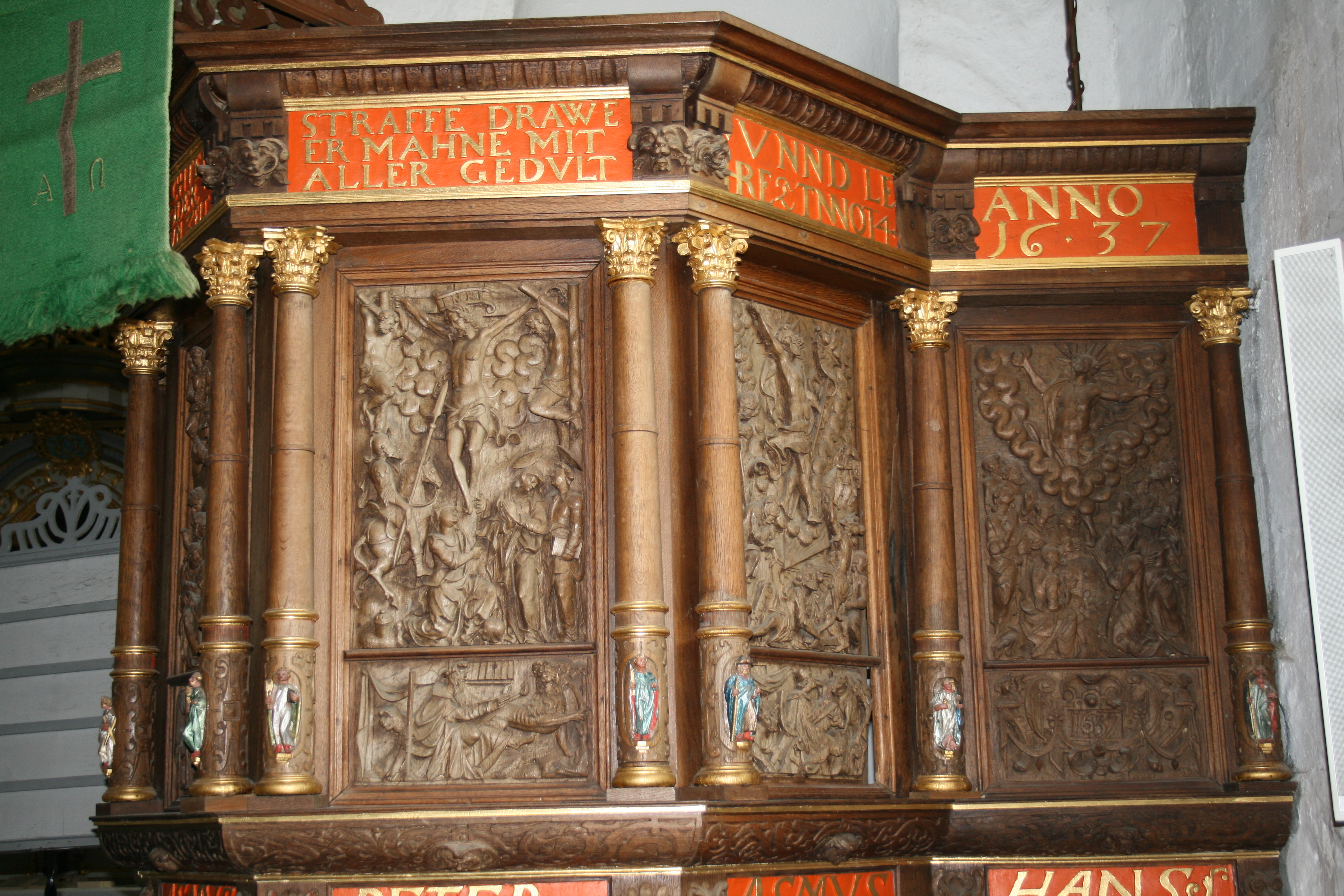
Kanzelkorb von 1637
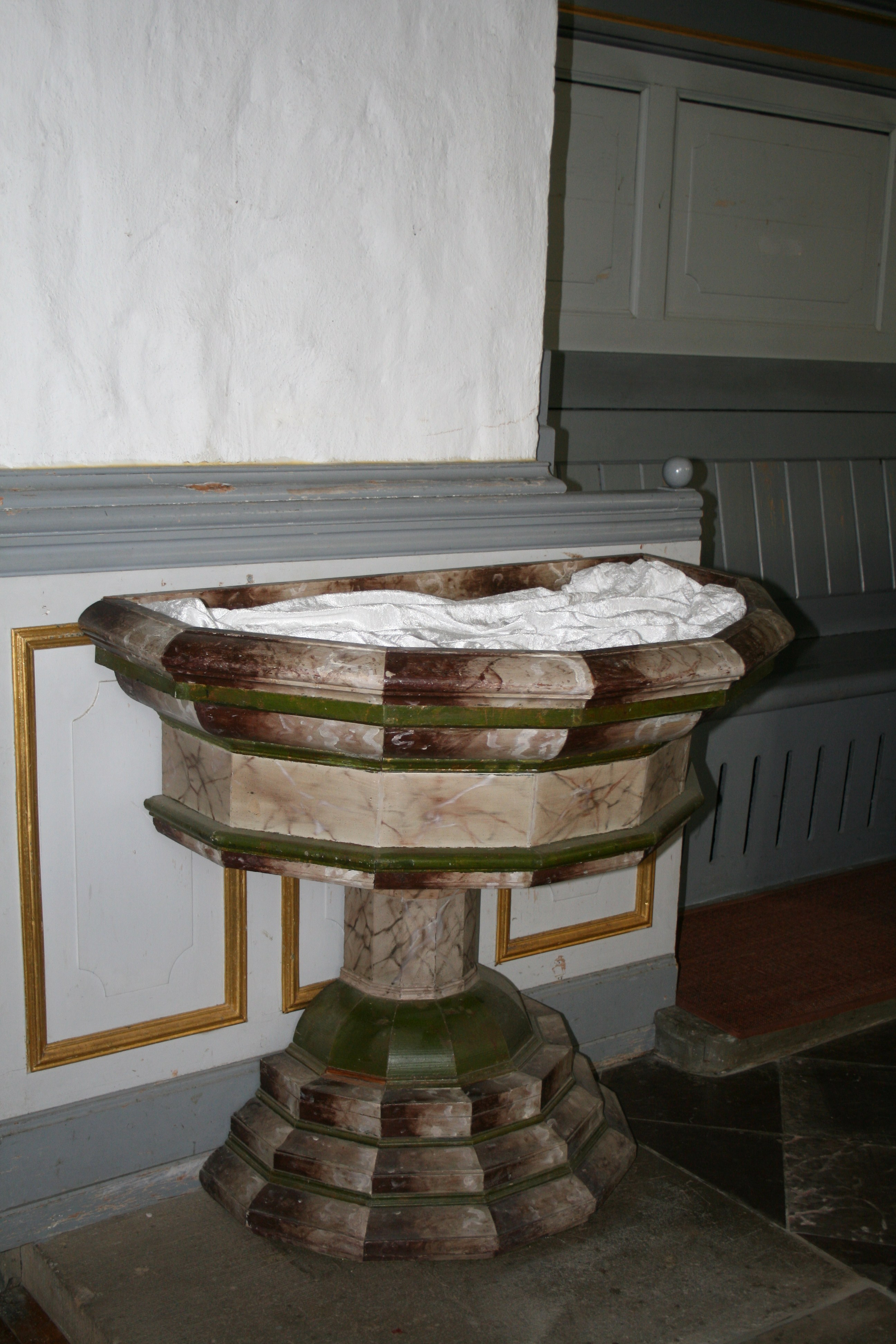
Taufbecken

### Orgel

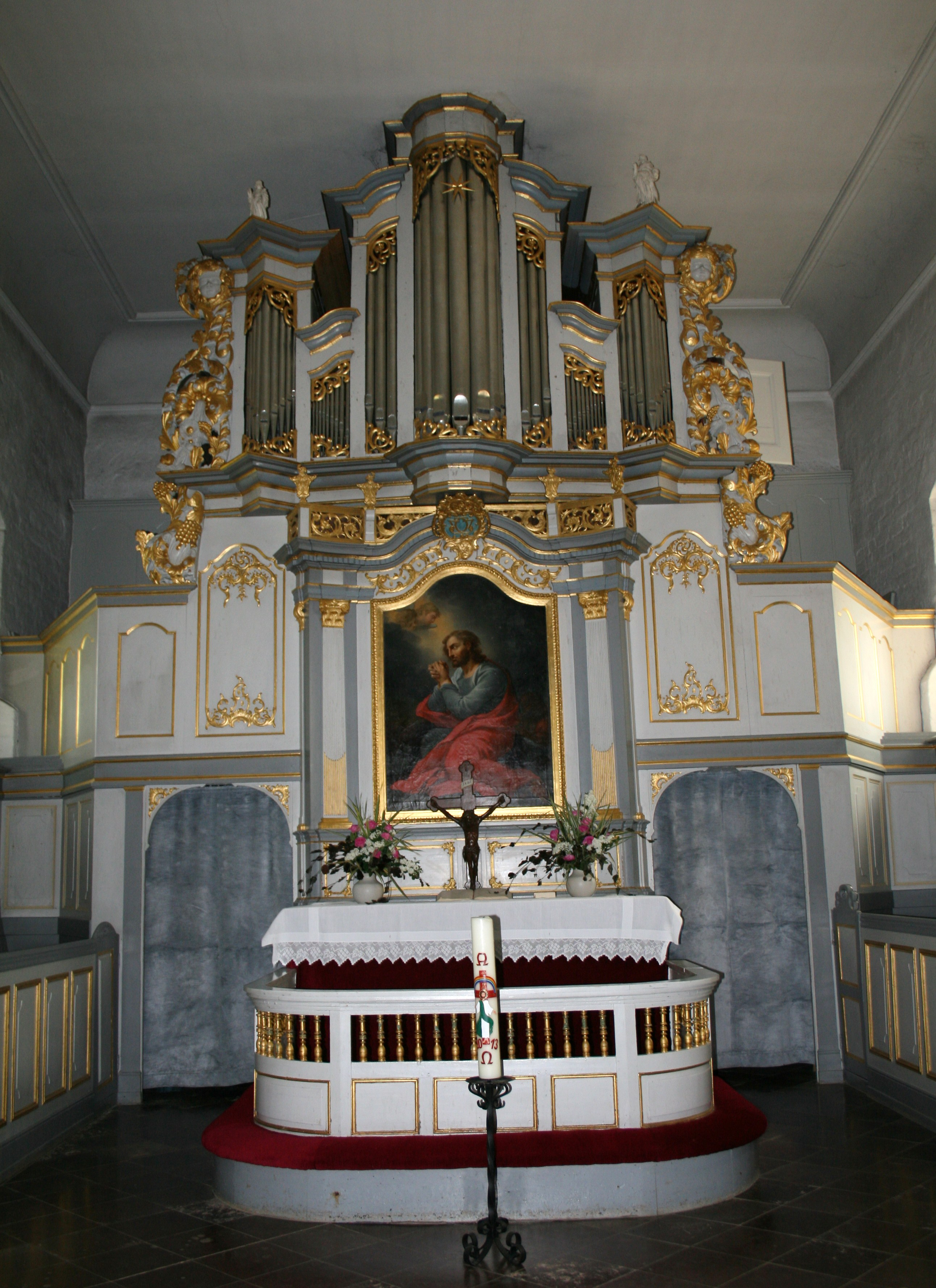
Orgelprospekt und Altar mit Kommunionbank

Die Orgel wurde im Jahr 1697 von einem unbekannten Meister, möglicherweise Matthias Hansen, erbaut. Ein Instrument mit Innenpfeifen ähnlicher Bauweise steht in Probsteierhagen bei Kiel. Im Jahr 1791 wurde sie von der Empore an der Westseite der Kirche an den jetzigen Standort über den Altar verlegt. Nach einem Erweiterungsumbau im 19. Jahrhundert rekonstruierte die Firma Alfred Führer das Instrument im Jahr 1999 wieder auf den ursprünglichen Zustand. Sie verfügt über 14 Register und ist nach der Werckmeister-Stimmung gestimmt. Zwei Pedalregister sind zum Ausbau vorbereitet. Die Disposition lautet:
| Manual C–f3 |        |  |
| Prinzipal   | 8′     |  |
| Gedackt     | 8′     |  |
| Oktave      | 4′     |  |
| Gemshorn    | 4′     |  |
| Quinte      | 3′     |  |
| Oktave      | 2′     |  |
| Waldflöte   | 2′     |  |
| Terz        | 1 3⁄5′ |  |
| Mixtur IV   | 1 ⁄3′  |  |
| Trompete    | 8′     |  |

| Pedal C–d1 |     |        |
| Subbass    | 16′ |        |
| Oktave     | 8′  |        |
| Octave     | 4′  |        |
| Fagott     | 16′ | 1999   |
| Trompete   | 8′  | vakant |
| Trompete   | 4′  | vakant |

- Koppeln: I/P
- Zimbelstern